# Coupe du monde de BMX 2020
Navigation
2019 2021
La 18e édition de la Coupe du monde de BMX (Racing) a lieu du 1er au 8 février 2020. 
En raison de la pandémie de Covid-19, le calendrier de la saison est fortement affecté, avec des reports et annulations.
Les Américains Connor Fields et Alise Willoughby ont remporté les classements généraux.

## Hommes élites

### Résultats
| #  | Lieu       | Date        | Vainqueur                                 | Deuxième                                  | Troisième                                 | Leader du classement général              |
| -- | ---------- | ----------- | ----------------------------------------- | ----------------------------------------- | ----------------------------------------- | ----------------------------------------- |
| 1. | Shepparton | 1er février | Niek Kimmann                              | Anthony Dean                              | Izaac Kennedy                             | Niek Kimmann                              |
| 2. | Shepparton | 2 février   | Connor Fields                             | Carlos Ramírez                            | David Graf                                | Connor Fields                             |
| 3. | Bathurst   | 8 février   | Connor Fields                             | Kye Whyte                                 | Corben Sharrah                            | Connor Fields                             |
| 4. | Bathurst   | 9 février   | Manche annulée à cause du vent            | Manche annulée à cause du vent            | Manche annulée à cause du vent            | Manche annulée à cause du vent            |
| 5. | Rock Hill  | 6 novembre  | Manches annulées en raison de la pandémie | Manches annulées en raison de la pandémie | Manches annulées en raison de la pandémie | Manches annulées en raison de la pandémie |
| 6. | Rock Hill  | 7 novembre  | Manches annulées en raison de la pandémie | Manches annulées en raison de la pandémie | Manches annulées en raison de la pandémie | Manches annulées en raison de la pandémie |

### Classement général
| Pos | Coureur         | Pays            | Total |
| --- | --------------- | --------------- | ----- |
| 1   | Connor Fields   | États-Unis      | 400   |
| 2   | Anthony Dean    | Australie       | 300   |
| 3   | Carlos Ramírez  | Colombie        | 265   |
| 4   | Sylvain André   | France          | 230   |
| 5   | David Graf      | Suisse          | 220   |
| 6   | Corben Sharrah  | États-Unis      | 215   |
| 7   | Niek Kimmann    | Pays-Bas        | 215   |
| 8   | Kye Whyte       | Grande-Bretagne | 205   |
| 9   | Izaac Kennedy   | Australie       | 195   |
| 10  | Jérémy Rencurel | France          | 180   |

## Femmes élites

### Résultats
| #  | Lieu       | Date        | Vainqueur                                 | Deuxième                                  | Troisième                                 | Leader du classement général              |
| -- | ---------- | ----------- | ----------------------------------------- | ----------------------------------------- | ----------------------------------------- | ----------------------------------------- |
| 1. | Shepparton | 1er février | Alise Willoughby                          | Saya Sakakibara                           | Mariana Pajón                             | Alise Willoughby                          |
| 2. | Shepparton | 2 février   | Alise Willoughby                          | Felicia Stancil                           | Manon Valentino                           | Alise Willoughby                          |
| 3. | Bathurst   | 8 février   | Manches annulées à cause du vent          | Manches annulées à cause du vent          | Manches annulées à cause du vent          | Manches annulées à cause du vent          |
| 4. | Bathurst   | 9 février   | Manches annulées à cause du vent          | Manches annulées à cause du vent          | Manches annulées à cause du vent          | Manches annulées à cause du vent          |
| 5. | Rock Hill  | 6 novembre  | Manches annulées en raison de la pandémie | Manches annulées en raison de la pandémie | Manches annulées en raison de la pandémie | Manches annulées en raison de la pandémie |
| 6. | Rock Hill  | 7 novembre  | Manches annulées en raison de la pandémie | Manches annulées en raison de la pandémie | Manches annulées en raison de la pandémie | Manches annulées en raison de la pandémie |

### Classement général
| Pos | Coureuse           | Pays       | Total |
| --- | ------------------ | ---------- | ----- |
| 1   | Alise Willoughby   | États-Unis | 300   |
| 2   | Saya Sakakibara    | Australie  | 230   |
| 3   | Manon Valentino    | France     | 190   |
| 4   | Felicia Stancil    | États-Unis | 185   |
| 5   | Lauren Reynolds    | Australie  | 170   |
| 6   | Laura Smulders     | Pays-Bas   | 155   |
| 7   | Mariana Pajón      | Colombie   | 155   |
| 8   | Zoé Claessens      | Suisse     | 150   |
| 9   | Axelle Étienne     | France     | 145   |
| 10  | Simone Christensen | Danemark   | 135   |